# Tachigali
Genre
Synonymes
- Cuba Scop[3].
- Sclerolobium Vogel[2]
- Tachigalia Aubl[4].

Tachigali est un genre de plantes à fleurs de la famille des Fabaceae, sous-famille des Caesalpinioideae, originaire d'Amérique tropicale, qui comprend, selon The Plant List, environ 75 espèces acceptées (dont 54 dans le nord de l'Amérique du Sud).
Principales espèces :
- Tachigali multijuga Benth.  (= T. paratyensis (Vell.) H. C. Lima)
- Tachigali myrmecophila[6]
- Tachigali paniculata Aubl.  – Carvoeiro
- Tachigali paraensis (Huber) Barneby
- Tachigali tessmannii  Harms
- Tachigali versicolor Standl. & L.O.Williams – " l'arbre suicidaire"

## Liste d'espèces
Selon The Plant List (9 novembre 2018) :
- Tachigali albiflora (Benoist) Zarucchi & Herend.
- Tachigali amplifolia (Ducke) Barneby
- Tachigali argyrophylla Ducke
- Tachigali barnebyi van der Werff
- Tachigali beaurepairei (Harms) L.F. Gomes da Silva & H.C. Lima
- Tachigali bicornuta van der Werff
- Tachigali bracteolata Dwyer
- Tachigali bracteosa (Harms) Zarucchi & Pipoly
- Tachigali candelabrum van der Werff
- Tachigali catingae Ducke
- Tachigali cavipes (Benth.) J.F.Macbr.
- Tachigali chrysaloides van der Werff
- Tachigali chrysophylla (Poepp.) Zarucchi & Herend.
- Tachigali colombiana Dwyer
- Tachigali costaricensis (N. Zamora & Poveda) N. Zamora & van der Werff
- Tachigali davidsei Zarucchi & Herend.
- Tachigali densiflora (Benth.) L.F. Gomes da Silva & H.C. Lima
- Tachigali denudata (Vogel) Oliveira-Filho
- Tachigali duckei (Dwyer) Oliveira-Filho
- Tachigali dwyeri (R.S. Cowan) Zarucchi & Herend.
- Tachigali eriopetala (Ducke) L.F. Gomes da Silva & H.C. Lima
- Tachigali formicarum Harms
- Tachigali friburgensis (Harms) L.F. Gomes da Silva & H.C. Lima
- Tachigali froesii (Pires) L.F. Gomes da Silva & H.C. Lima
- Tachigali fusca van der Werff
- Tachigali glauca Tul.
- Tachigali goeldiana (Huber) L.F. Gomes da Silva & H.C. Lima
- Tachigali grandistipulata Harms
- Tachigali guianensis (Benth.) Zarucchi & Herend.
- Tachigali hypoleuca (Benth.) Zarucchi & Herend.
- Tachigali leiocalyx (Ducke) L.F. Gomes da Silva & H.C. Lima
- Tachigali longiflora Ducke
- Tachigali macbridei Zarucchi & Herend.
- Tachigali macropetala (Ducke) L.F. Gomes da Silva & H.C. Lima
- Tachigali macrostachya Huber
- Tachigali melanocarpa (Ducke) van der Werff
- Tachigali melinonii (Harms) Zarucchi & Herend.
- Tachigali micrantha (L.O. Williams) Zarucchi & Herend.
- Tachigali micropetala (Ducke) Zarucchi & Pipoly
- Tachigali multijuga Benth.
- Tachigali myrmecophila (Ducke) Ducke
- Tachigali odoratissima (Spruce ex Benth.) Zarucchi & Herend.
- Tachigali paniculata Aubl.
- Tachigali paraensis (Huber) Barneby
- Tachigali paratyensis (Vell.) H.C. Lima
- Tachigali peruviana (Dwyer) Zarucchi & Herend.
- Tachigali physophora (Huber) Zarucchi & Herend.
- Tachigali pilgeriana (Harms) Oliveira-Filho
- Tachigali pimichinensis (R.S. Cowan) Zarucchi & Herend.
- Tachigali plumbea Ducke
- Tachigali polyphylla Poepp.
- Tachigali prancei (H.S. Irwin & Arroyo) L.F. Gomes da Silva & H.C. Lima
- Tachigali ptychophysca Benth.
- Tachigali pubiflora Benth.
- Tachigali pulchra Dwyer
- Tachigali reticulosa (Dwyer) Zarucchi & Herend.
- Tachigali richardiana Tul.
- Tachigali rigida Ducke
- Tachigali rubiginosa (Mart. ex Tul.) Oliveira-Filho
- Tachigali rugosa (Mart. ex Benth.) Zarucchi & Pipoly
- Tachigali rusbyi Harms
- Tachigali schultesiana Dwyer
- Tachigali setifera (Ducke) Zarucchi & Herend.
- Tachigali subbullata (Ducke) L.F. Gomes da Silva & H.C. Lima
- Tachigali subvelutina (Benth.) Oliveira-Filho
- Tachigali tessmannii Harms
- Tachigali tinctoria (Benth.) Zarucchi & Herend.
- Tachigali uleana (Harms) Zarucchi & Herend.
- Tachigali ulei Harms
- Tachigali urbaniana (Harms) L.F. Gomes da Silva & H.C. Lima
- Tachigali vasquezii Pipoly
- Tachigali venusta Dwyer
- Tachigali versicolor Standl. & L.O.Williams
- Tachigali vulgaris L.F. Gomes da Silva & H.C. Lima